# Philoria

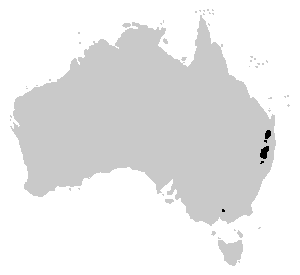
Verbreitung der Gattung Philoria in den australischen Bundesstaaten New South Wales, Victoria und Queensland.

 Philoria  ist eine Gattung aus der im Osten Australiens verbreiteten Froschfamilie der Limnodynastidae, die zu der Überfamilie der Australischen Südfrösche (Myobatrachoidea) zählt.

## Beschreibung
Die Arten der Gattung Philoria sind klein und erreichen eine Kopf-Rumpf-Länge von 3 bis 3, 5 Zentimetern. Nur Philoria frosti wird 5,5 Zentimeter lang. Die Rückenfärbung ist dunkelbraun bis hellbraun, bei einigen Arten rotbraun bis orangebraun. Meist zeigt der Rücken dunkle Flecken. Ein deutlicher schwarzer Streifen erstreckt sich von der Schnauzenspitze über das Auge bis in die Armbeuge. Dieser Streifen ist zwischen dem Auge und dem Arm am breitesten. Der Bauch kann weiß, cremefarben, gelb oder braun sein.
Die Pupille liegt horizontal, die Iris ist in der oberen Hälfte des Auges goldfarben und in der unteren Hälfte braun. Nur bei Philoria frosti ist die gesamte Iris braun gefärbt. Das Trommelfell ist äußerlich nicht erkennbar. Die Finger und Zehen besitzen weder Schwimmhäute noch Haftscheiben, was für eine Lebensweise in der Nähe des Erdbodens spricht. Die Weibchen besitzen jedoch mehr oder weniger große flanschartige Verbreiterungen an den ersten beiden Fingern, die es ihnen ermöglichen, aus einem Eiweißsekret Schaum zu schlagen, der dem Eigelege zum Schutz dient.

### Ähnliche Arten
Alle Philoria-Arten ähneln einander und können oft nur durch molekulargenetische Untersuchungen auseinandergehalten werden. Drei Arten der Gattung, nämlich Philoria loveridgei, Philoria richmondensis und Philoria sphagnicolus, leben im selben Verbreitungsgebiet wie die beiden Hüfttaschenfrösche Assa darlingtoni und Assa wollumbin, denen sie stark ähneln. Die Philoria-Arten haben jedoch stärkere Arme und eine etwas andere Rückenzeichnung als die Assa-Arten. Auch einige Arten der Gattung Crinia könnten mit Philoria-Arten verwechselt werden, ihnen fehlt aber der breite dunklen Streifen von der Schnauzenspitze bis zur Armbeuge.

## Verbreitung
Außer an der Typuslokalität um den Mount Baw Baw im australischen Bundesstaat Victoria, wo Philoria frosti gefunden wurde, kommen die Arten der Gattung Philoria in den Bundesstaaten New South Wales und Queensland vor. Philoria knowlesi, Philoria kundagungan und Philoria loveridgei leben im Grenzgebiet von New South Wales und Queensland, Philoria pughi, Philoria richmondensis und Philoria sphagnicolus sind nur in den Bergen von New South Wales in Höhen über 600 m über dem Meeresspiegel zu finden.

## Brutpflege
Die Weibchen der Gattung Philoria schlagen ein Eiweißsekret mithilfe der flanschartigen Verbreiterungen ihrer ersten und zweiten Finger zu einer schaumigen Masse, in die sie die Eier legen. Diese selbst fabrizierten Schaumnester werden in feuchten Mulden unter Felsen, verrottendem Holz oder im Moos abgelegt. Obwohl die Eier meist in der Nähe von Quellen und Bächen abgelegt werden, brauchen die schlüpfenden Larven keine offenen Gewässer für ihre Entwicklung. Die durchscheinend weißen Kaulquappen bleiben meist im Ei und ernähren sich von den Dotterresten. Der Schaum schützt sie vor Austrocknung. Erst in den späteren Larvenstadien färben sie sich je nach Art grau oder braun. Ihre Entwicklungszeit bis zum fertigen Frosch dauert rund zwei Monate. Die Brutzeit ist im australischen Spätfrühling bis zum Sommer.

## Forschungsgeschichte
Im Jahr 1898 sammelte der australische Autor Charles Frost am Mount Baw Baw Reptilien. Eine von ihm eingefangene Giftschlange, die in Australien Bardick (Echiopsis curta) genannt wird, würgte  in Gefangenschaft nach einiger Zeit fünf Exemplare einer Froschart hervor, die Frost unbekannt war. Es gelang ihm, in derselben Gegend auch zwei lebende Exemplare der neuen Froschart zu sammeln. Diese gelangten schließlich an den aus England stammenden  Anthropologen und  Naturforscher Walter Baldwin Spencer, der sich um die herpetologische Erforschung des australischen Bundesstaats Victoria verdient gemacht hatte. Er beschrieb erstmals die neue Froschart für die Wissenschaft und nannte sie zu Ehren ihres Entdeckers Philoria frosti. Dabei richtete er gleichzeitig die neue Gattung Philoria ein, zu der nunmehr sieben Arten gezählt werden.

## Systematik und Taxonomie
Die Typusart der Gattung ist Philoria frosti, die Typuslokalität ist der  Mount Baw Baw. Die Erstbeschreibung der Gattung durch Walter Baldwin Spencer erschien 1901 in der Zeitschrift Proceedings of the Royal Society of Victoria. Allmählich erhöhte sich die Anzahl der Arten, die in die Gattung Philoria gestellt wurden, auf sieben. Molekularbiologische Erkenntnisse lassen die Beschreibung weiterer Arten erwarten.

### Arten
Folgende sieben Arten gehören zur Gattung Philoria:
Stand: 15. April 2022
- Philoria frosti Spencer, 1901
- Philoria knowlesi Mahony, Hines, Mahony & Donnellan, 2022[7]
- Philoria kundagungan (Ingram & Corben, 1975)
- Philoria loveridgei Parker, 1940
- Philoria pughi Knowles, Mahony, Armstrong & Donnellan, 2004
- Philoria richmondensis Knowles, Mahony, Armstrong & Donnellan, 2004
- Philoria sphagnicolus (Moore, 1958)